# 디노 아브레시아

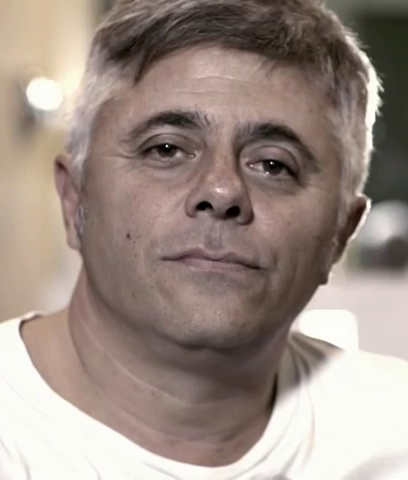

디노 아브레시아(Dino Abbrescia, 1966년 8월 18일 ~ )는 이탈리아의 배우이다.
바리에서 태어났다.

## 영화
- 마이 오운 굿 (2018년)
- 달에 가 본적이 있나요 (2015년)
- 너만을 사랑해 (2015년)
- 전쟁 (2009년)
- 그것에 대해 생각하지 마 (2007년)
- 컴 어 카사노 (2006년)
- 매뉴얼 오브 러브 (2005년)
- 아임 낫 스케어드 (2003년) - 피노 역
- 로마의 여름 (2000년)
- 손님들 (1998년)